# Żeglarstwo na Letnich Igrzyskach Olimpijskich 1900 – do 0,5 t (wyścig I)
Klasa do 0,5 t (wyścig I) był jednym z wyścigów żeglarskich rozgrywanych podczas II Letnich Igrzysk Olimpijskich w Paryżu. Zawody odbyły się w dniu 22 maja 1900 r. 
W klasie do 0,5 t rozegrano dwa wyścigi olimpijskie, w każdym z nich przyznano osobne medale olimpijskie.
W zawodach wzięło udział siedem jachtów. Wszystkie reprezentowały Francję. Niestety nie są znane pełne składy ekip.

## Wyniki
| Poz.                                                          | Łódź        | Kraj    | Czas rzeczywisty | Handicap | Wynik   | Uwagi |
| ------------------------------------------------------------- | ----------- | ------- | ---------------- | -------- | ------- | ----- |
| złoto                                                         | Baby        | Francja | 1:01:52          | 4:24     | 1:06:16 |       |
| sternik: Pierre Gervais; załoga: nieznana                     |             |         |                  |          |         |       |
| srebro                                                        | Quand-Même  | Francja | 1:04:30          | 4:24     | 1:08:54 |       |
| sternik: Texier (I); załoga: Texier (II), Robert Linzeler     |             |         |                  |          |         |       |
| brąz                                                          | Sarcelle    | Francja | 1:15:51          | 3:40     | 1:19:31 |       |
| sternik: Henri Monnot; załoga: Léon Tellier, Gaston Cailleu   |             |         |                  |          |         |       |
| 4.                                                            | Souriceau   | Francja | 1:17:21          | 3:40     | 1:21:01 |       |
| sternik: Maurice Monnot; załoga: nieznana                     |             |         |                  |          |         |       |
| 5.                                                            | Plume-Patte | Francja | 1:18:45          | 2:52     | 1:21:37 |       |
| sternik: Jacques d'Estournelles de Constant; załoga: nieznana |             |         |                  |          |         |       |
| 6.                                                            | Giselle     | Francja | 1:18:56          | 4:24     | 1:23:20 |       |
| sternik: George Semichon; załoga: nieznana                    |             |         |                  |          |         |       |
| –                                                             | Fantlet     | Francja |                  |          | DNF     |       |
| sternik: Émile Sacré; załoga: nieznana                        |             |         |                  |          |         |       |